# Femme d'action (psychologie analytique)

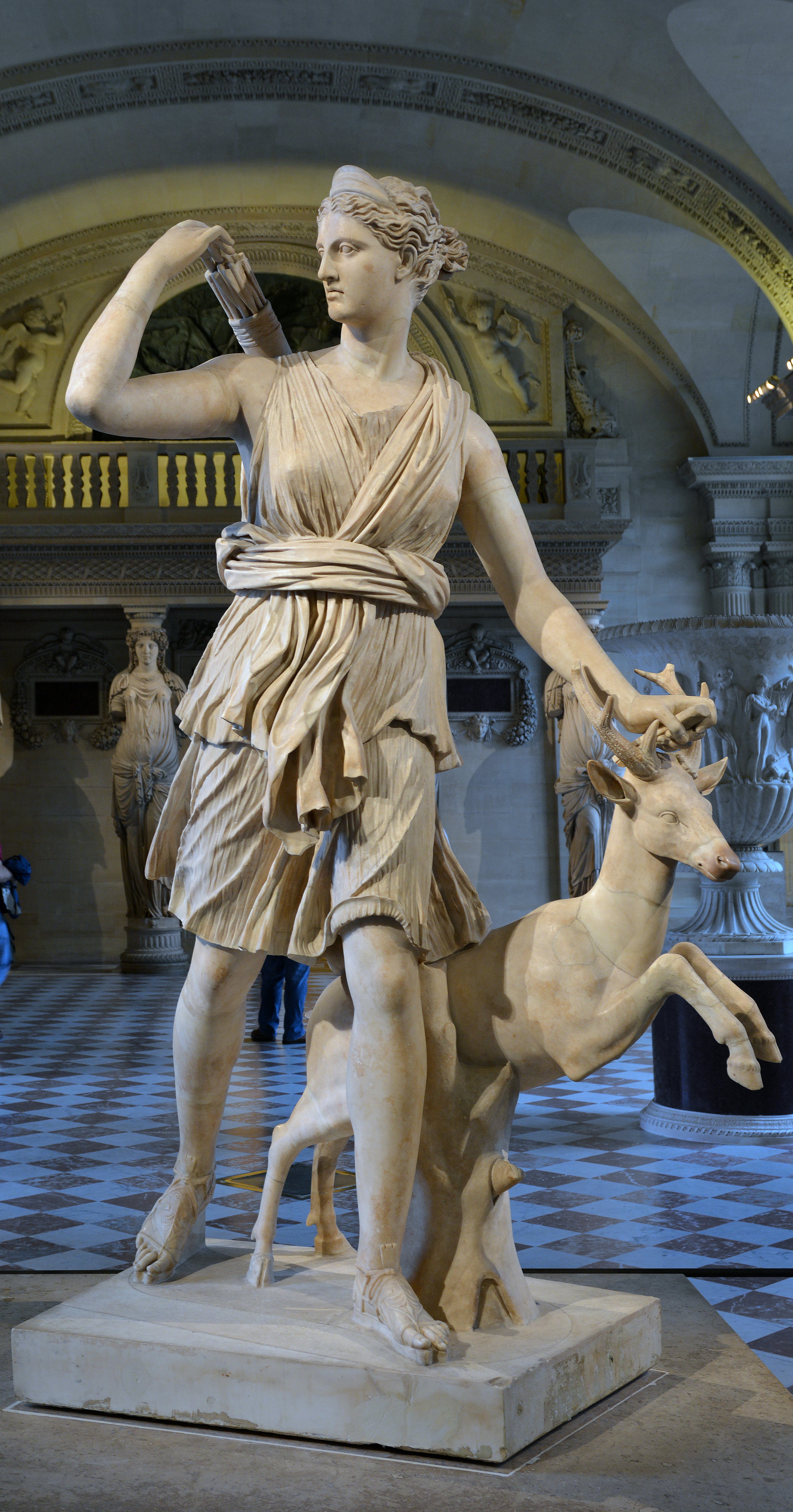
Le personnage mythologique de Diane est considéré comme une symbolisation de la femme d'action par les théoriciens de la psychologie analytique.

Le concept de femme d'action est assimilé par la psychologie analytique à un archétype, processus psychique émanant de l'inconscient collectif, plus précisément celui de l'anima, considéré comme correspondant à « la part féminine de l'homme ».
Représenté le plus souvent sous les figures de Diane la chasseresse, Jeanne d'Arc, les amazones, ce concept constitue le deuxième niveau de l'anima, qui en comprend quatre. 
"L'anima du second niveau est présente chez l'homme  qui a du mal à s'affirmer et s'attache surtout à des femmes qui le dominent".

## Les quatre stades de l'anima
Dans la plupart de ses ouvrages, dont L'homme la découverte de son âme, le psychiatre suisse Carl Gustav Jung affirme que les hommes et les femmes ne deviennent des « individus » à part entière, des êtres accomplis, qu'au terme d'un long travail d'introspection, qu'il appelle « processus d'individuation », au cours duquel leurs préoccupations évoluent du stade purement instinctif à un certain niveau de spiritualité.
Ce travail est semé d'épreuves, dans la mesure où il repose sur une différenciation entre les réalités de l'existence et les contenus (ou "complexes" ou encore "archétypes") provenant de l'inconscient et que l'on a tendance à projeter sur elles. Au premier rang de ces contenus figurent l'anima, « la part féminine de l'homme », et l'animus, « la part masculine de la femme ». Selon Jung, bon nombre d'expériences amoureuses échouent, faute de ce travail d'identification de ces deux figures.
En 1946, dans son livre Psychologie du transfert, Jung distingue quatre niveaux de l'anima:
- la "femme primitive", dont "Eve" est la représentation la plus connue : le niveau purement instinctuel ;
- la "femme d'action", ou "Hélène" (en référence au personnage du Faust de Goethe) : le niveau romantique et esthétique ; 
- la "femme de la sublimation", dont "la Vierge Marie" constitue la principale illustration : stade confinant à la dévotion spirituelle ; 
- la "femme sage", ou "Sagesse" : quatrième et ultime stade.

## Caractéristiques de la "femme d'action"
Le stade de la femme d'action correspond à un niveau de maturité psycho-affective assez élémentaire : l'individu prend conscience de "sa" psychologie et réalise qu'elle diffère de celle des autres. Il tend à idéaliser autrui et également à s'idéaliser lui-même (figure du héros). 